# MRFAP1
La proteína 1 asociada a la familia MORF4 (MRFAP1) es una proteína codificada en humanos por el gen MRFAP1.

## Interacciones
La proteína MRFAP1 ha demostrado ser capaz de interaccionar con:
- MORF4L1[3][4]
- Proteína del retinoblastoma[3][4]